# Einem (Adelsgeschlecht)

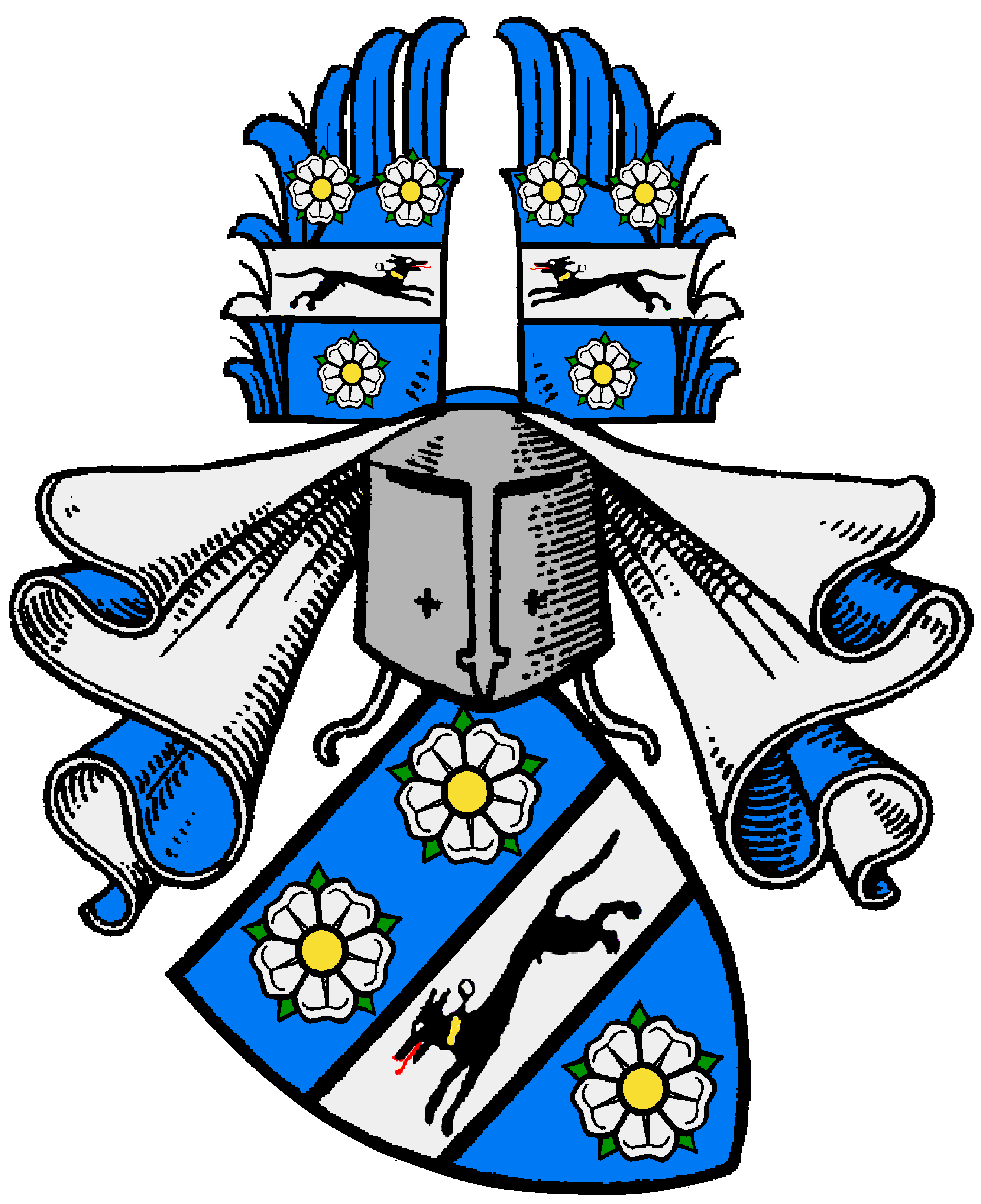
Stammwappen derer von Einem

Die Familie von Einem ist ein aus Niedersachsen stammendes deutsches Adelsgeschlecht.

## Herkunft und Auftreten der Familie
Das Geschlecht der niedersächsischen Familie von Einem stammt aus der südniedersächsischen Stadt Einbeck, in deren Stadtadel 1284 Johannes de Eynem als Ratsherr zuerst urkundlich genannt wird. Mit Milies von Eynem, der 1408 Ratsherr und Bürgermeister von Einbeck ist, beginnt die Stammreihe. Die wahrscheinliche Zusammengehörigkeit mit dem im 13. und 14. Jahrhundert in der Umgebung Einbecks durch mehrere Urkunden nachgewiesenen, danach aber verschwundenen landsässigen Geschlecht von Einem lässt sich urkundlich bisher nicht nachweisen. Die Namensform wechselte zwischen Eynem, Eynhem, Einim und Einem.

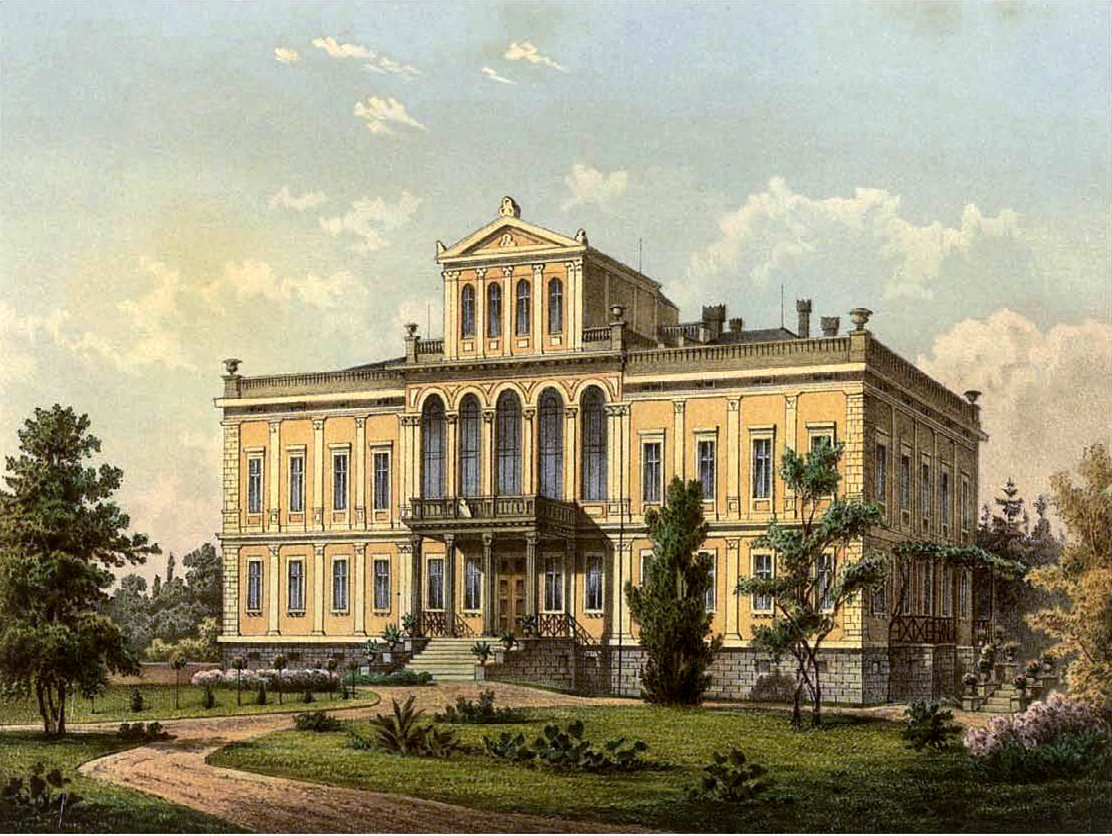
Rittergut Nieder-Schönbrunn um 1860, Sammlung Alexander Duncker

Johann Ernst von Einem erhielt durch Allerhöchste Kabinettsordre am 31. August 1867 zu Babelsberg bei Potsdam die königlich preußische Namen- und Wappenvereinigung von Einem-Schindel. Er war der Gemahl der Ottonie von Schindel und Dromsdorf († 1903), verwitwete von Haugk, auf Ober- und Nieder-Schönbrunn im schlesischen Landkreis Lauban, der Letzten des Geschlechts von Schindel. Sie war eine Nichte des Vorbesitzers der Güter Schönbrunn, Carl Wilhelm Otto August von Schindel, und hatte, nachdem ihr Halbbruder 1860 in Algier verstorben war, die Rittergüter geerbt. Die Güter Schönbrunn gingen später (1921) in den Besitz des 1881 in Frankfurt an der Oder geborenen Grafen Karl-Otto Hans Heinrich Hermann Finck von Finckenstein, der 1936 in Nieder-Schönbrunn verstarb.
Der nachmalige Generaloberst im Ersten Weltkrieg sowie von 1903 bis 1909 Kriegsminister Karl von Einem hatte bereits als königlich preußischer Rittmeister am 11. Oktober 1884 zu Baden-Baden die königlich preußische Namenvereinigung von Einem genannt von Rothmaler erhalten. Er war der Gemahl der Marie von Rothmaler, Tochter des Generals der Infanterie a. D. Louis von Rothmaler (1814–1884). Durch Einheirat in die Familie von Parpart erfolgte 1979 die Aufnahme der v. Einem genannt v. Rothmaler in die Frankfurter Patriziergesellschaft Alten Limpurg.

## Wappen
Das Stammwappen zeigt in Blau einen silbernen Balken, darauf einen springenden schwarzen Windhund mit goldenem Halsband, begleitet von drei (2:1) goldbesamten fünfblättrigen silbernen Rosen. Auf dem Helm mit blau-silbernen Decken ein offener blauer Adlerflug, beiderseits mit dem Schildbild, die Windhunde einwärts gekehrt.

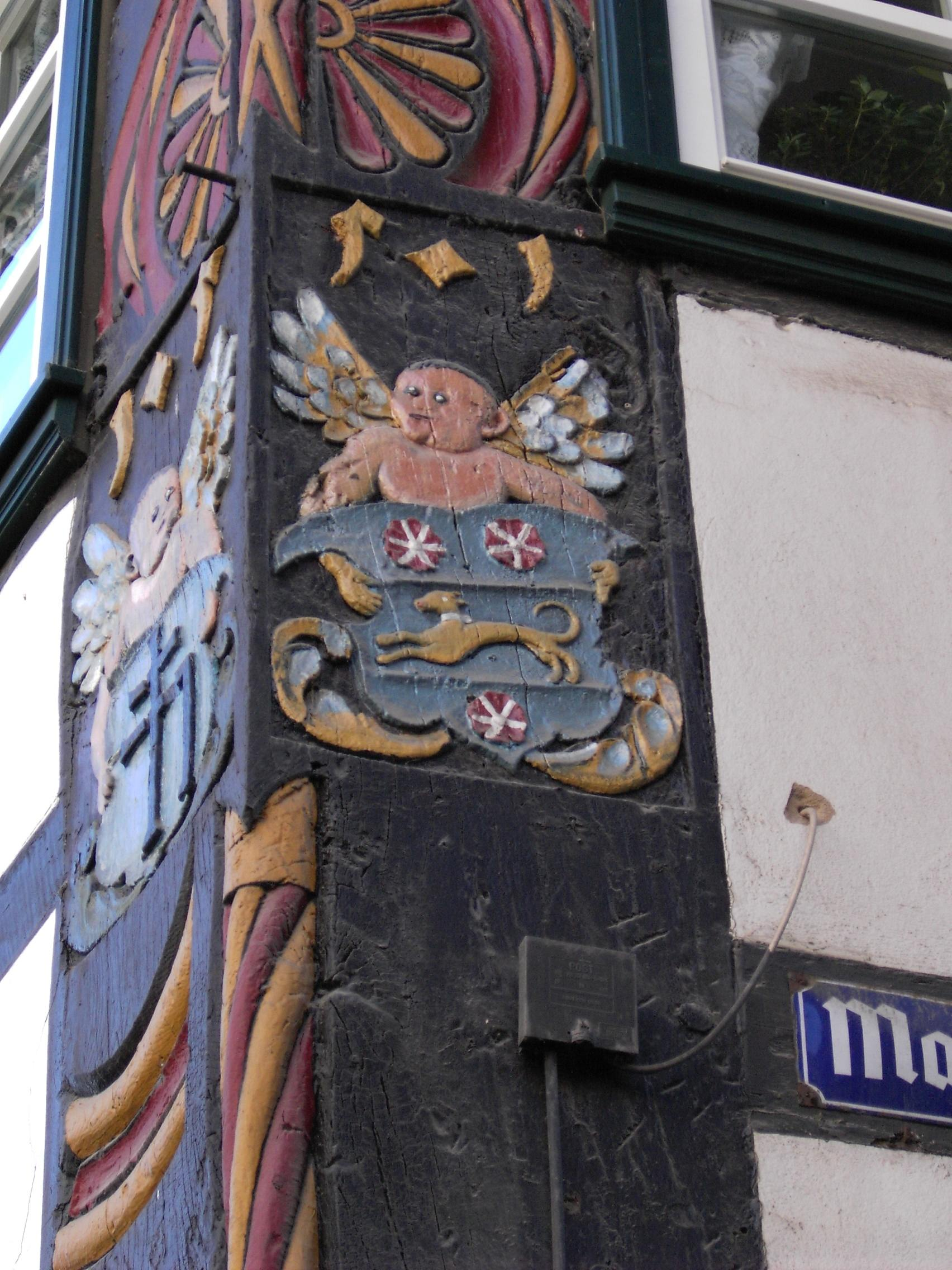
Schnitzwerk mit Wappen derer von Einem in Einbeck (1551)
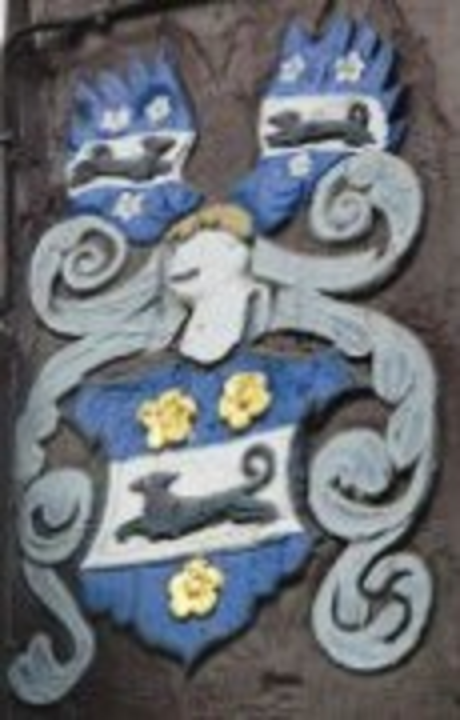
Wappen des Millies von Einem, Fassadenzier in Einbeck (1559)
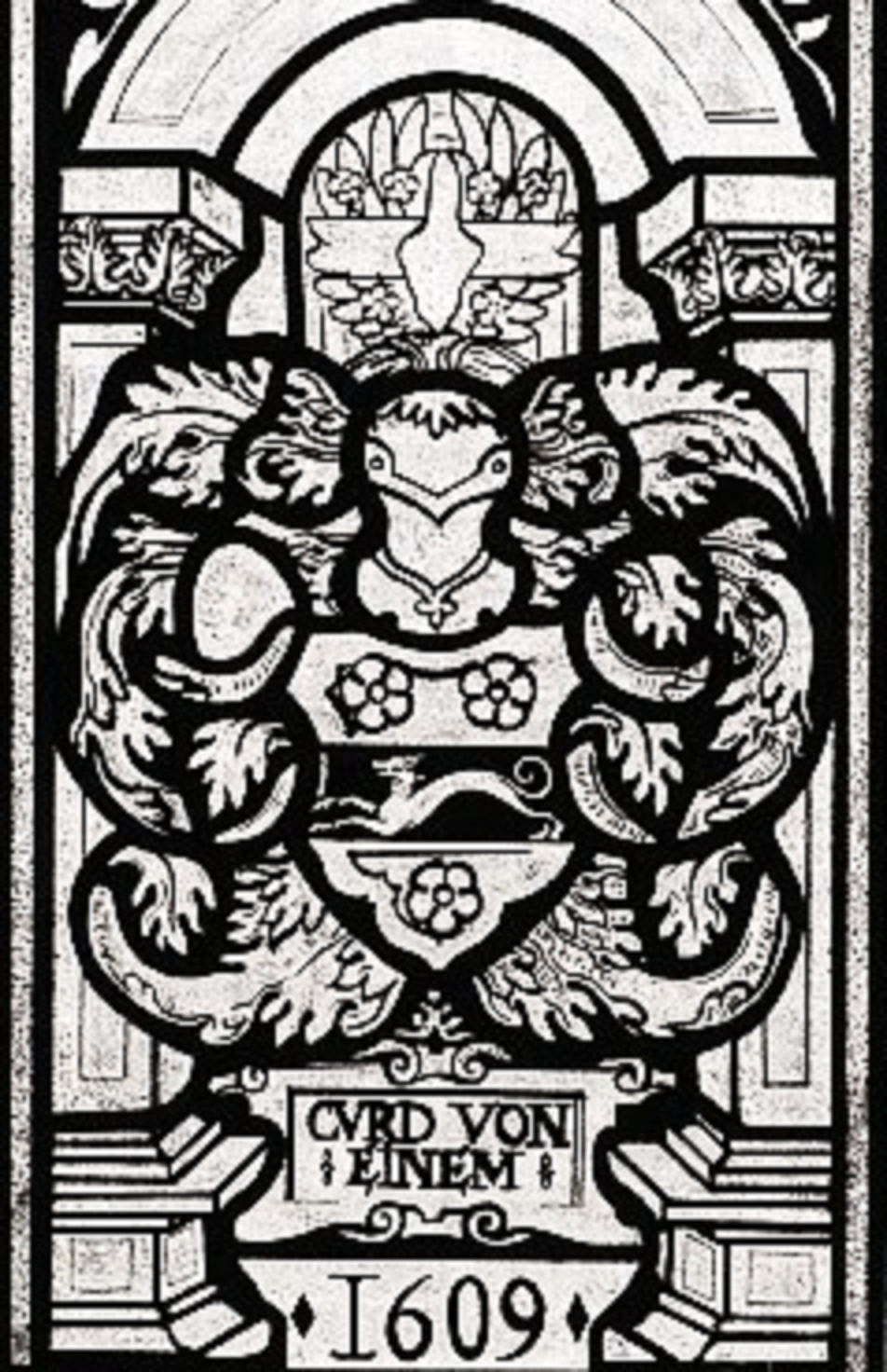
Wappen des Curd von Einem in St. Jacobi zu Einbeck (1609)
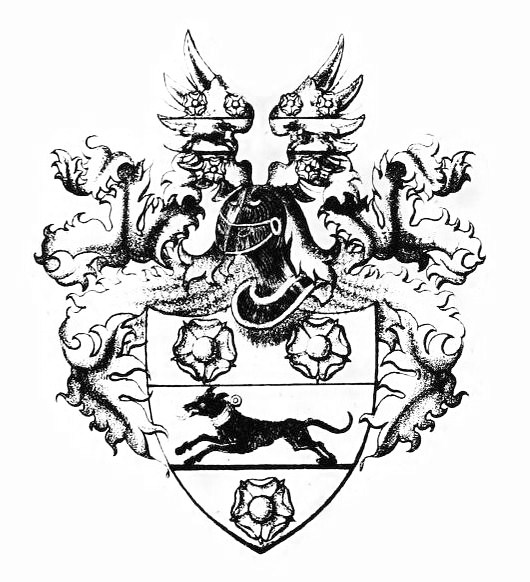
Wappen derer von Einem im Geschlechts- und Wappenbuch des Königreichs Hannover und des Herzogthums Braunschweig (1852)
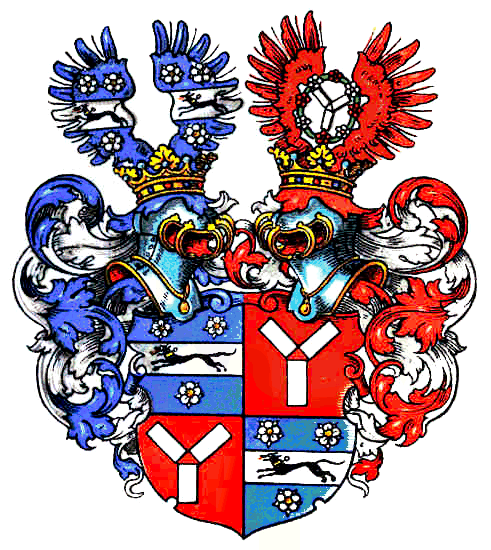
Wappen derer von Einem-Schindel

## Bekannte Namensträger
- Dietrich von Einem der Ältere († 1529), römischer Rotanotar und Propst an St. Simon und Judas in Goslar[8]
- Johann Konrad von Einem († 1799), Konrektor in Hannoversch Münden und Dichter
- Charlotte von Einem (1756–1833), deutsche Schriftstellerin
- Karl von Einem (1819–1892), preußischer Generalleutnant
- Ernst von Einem (Amtshauptmann) (1823–1872), deutscher Verwaltungsjurist
- Theodor Ferdinand von Einem (1826–1876), Zuckerbäcker und Mitbegründer der späteren Süßwarenfabrik Roter Oktober
- Arnold von Einem (1839–1896), preußischer Generalmajor
- Karl von Einem (1853–1934), preußischer Generaloberst und Kriegsminister
- Ernst von Einem (1856–1931), preußischer Generalleutnant
- William von Einem (1871–1944), k.u.k. Generalmajor
- Curt von Einem (1880–1939), deutscher Generalmajor
- Cord von Einem (1891–1958), deutscher Offizier
- Kurt von Einem (* 1904), Brigadegeneral der Bundeswehr
- Herbert von Einem (1905–1983), deutscher Kunsthistoriker
- Gottfried von Einem (1918–1996), österreichischer Komponist
- Gottfried von Einem (* 1940), deutscher Hörspielregisseur und Autor
- Bevan Spencer von Einem (* 1946), australischer Mörder
- Caspar Einem (1948–2021), österreichischer Jurist und Politiker (SPÖ)
- Max von Einem (* 1986), deutscher Jazzmusiker